# Tropidonophis montanus
Espèce
Synonymes
- Tropidonotus montanus Lidth de Jeude, 1911
- Natrix polytaenia Laurent, 1948

Tropidonophis montanus est une espèce de serpents de la famille des Natricidae.

## Répartition
Cette espèce est endémique de Nouvelle-Guinée. Elle se rencontre tant dans la partie Papouane-néo-guinéenne que dans la partie indonésienne.

## Étymologie
Le nom spécifique montanus vient du latin montanus, se rapportant aux montagnes, en référence à la répartition de ce serpent.

## Publication originale
- Lidth de Jeude, 1911 : Résultats de l'expédition scientifique néerlandaise à la Nouvelle-Guinée en 1907 sous les auspices de Dr. H.A. Lorenz. Nova Guinea, vol. 9, p. 265-287 (texte intégral).